# 小泉茜
小泉 茜（こいずみ あかね、1999年1月31日 - ）は、日本の女優、タレント。女性アイドルグループ・TOKYO喫茶の元メンバー。本名は同じ。埼玉県草加市出身。
テアトルアカデミー所属。

## 来歴

### オーディション番組参加
- 2015年秋、スカパーのダンスチャンネルと、名古屋テレビにて放送していた「舞勇伝～BUYUDEN～」ガチンコドラフトオーディション番組に参加[3]。ダンス審査や歌唱審査、面接審査を受け合格し、2015年11月18日、ダンスボーカルアイドルグループTOKYO喫茶として渋谷gladにてデビューする。

### プロデュース公演
- 2014年夏に参加したイベントをきっかけに、翌年2015年夏から自身でプロデュース公演を立ちあげる。演出、構成、振付などのプロデュースを行い事務所にある地下の小さな劇場でファッションショーにダンス、歌、芝居を織り交ぜた「purumeri to you」を成功させる。その翌年2016年にも「purumeri to you2016」公演をプロデュースし成功させる。

### 振付
- 所属していたTOKYO喫茶で振付を担当。「ハイパーアロハオエ/ライジング太陽/ピッカピカ賛美歌/ハリラリホー/ハーリーアップトーキョー/恋してんのしってんの?/あ/9&1styl/真っ白な夢の中で/NADESIKO PARADE/彩れ！プレイグラウンド/わいわいwild」の振り付け。アイドルグループ、狂い咲けセンターロードのNEW GINGA PARADISEの振り付けも担当[4]。

## エピソード
- 趣味は、フラダンス、ヒップホップダンス、タップダンス、ジャズダンス、バレエ、ファゴット、ドラム、絵を書くこと、ネイル、美味しいお店探しなど。

- 振付は、様々なダンス経験を活かし。所属していたTOKYO喫茶の楽曲や自身プロデュースの公演なのでの振り付けも行う。

## 出演

### web
- 「あかねのはがね公開生放送」 （毎週木曜日21時、SHOWROOM）

### テレビドラマ
- 刑事吉永誠一 涙の事件簿 season1 第7話（テレビ東京）

### 舞台
- 淑女(レディ)のお作法（作：高橋いさを / 演出：森田亜紀、2017年4月29日 - 5月7日、ワーサルシアター）
- 夕凪の街 桜の国（作：こうの史代 / 演出：森岡利行、2017年8月19日 - 20日、大阪HEP HALL / 8月30日 - 9月3日、池袋シアターグリーン）
- 8（作・演出：相馬あこ、2017年12月20日 - 24日、中野・ザポケット）
- 幸せになるために（作・演出:森岡利行　2020年10月21日 - 25日、下北沢「劇」小劇場）

## アイドル活動
女性アイドルグループ TOKYO喫茶で、2015年11月デビュー。
スカパーダンスチャンネルのオーディション番組『舞勇伝』から生まれた、8人組パフォーマンスグループ。プロデューサーは、『佐々木喫茶』、『SAWA』、『RIKE』といった、
バンド、シンガーソングライター、ラッパーなどで活躍している制作陣が担当。またメンバーは全員ダンサーとしての経歴を持つ。
TOKYO喫茶内のあほなメンバーで構成されている。派生ユニットあほ四天王＋1の帝王。あほ四天王＋1主催の「あ、時間間違えた」シリーズも不定期で開催。
2022年2月14日に、TOKYO喫茶としての活動は終了した。

## 書籍

### 雑誌連載
- ローカルアイドルマガジン IDOL FILE TOKYO Vol.02